# 기계실

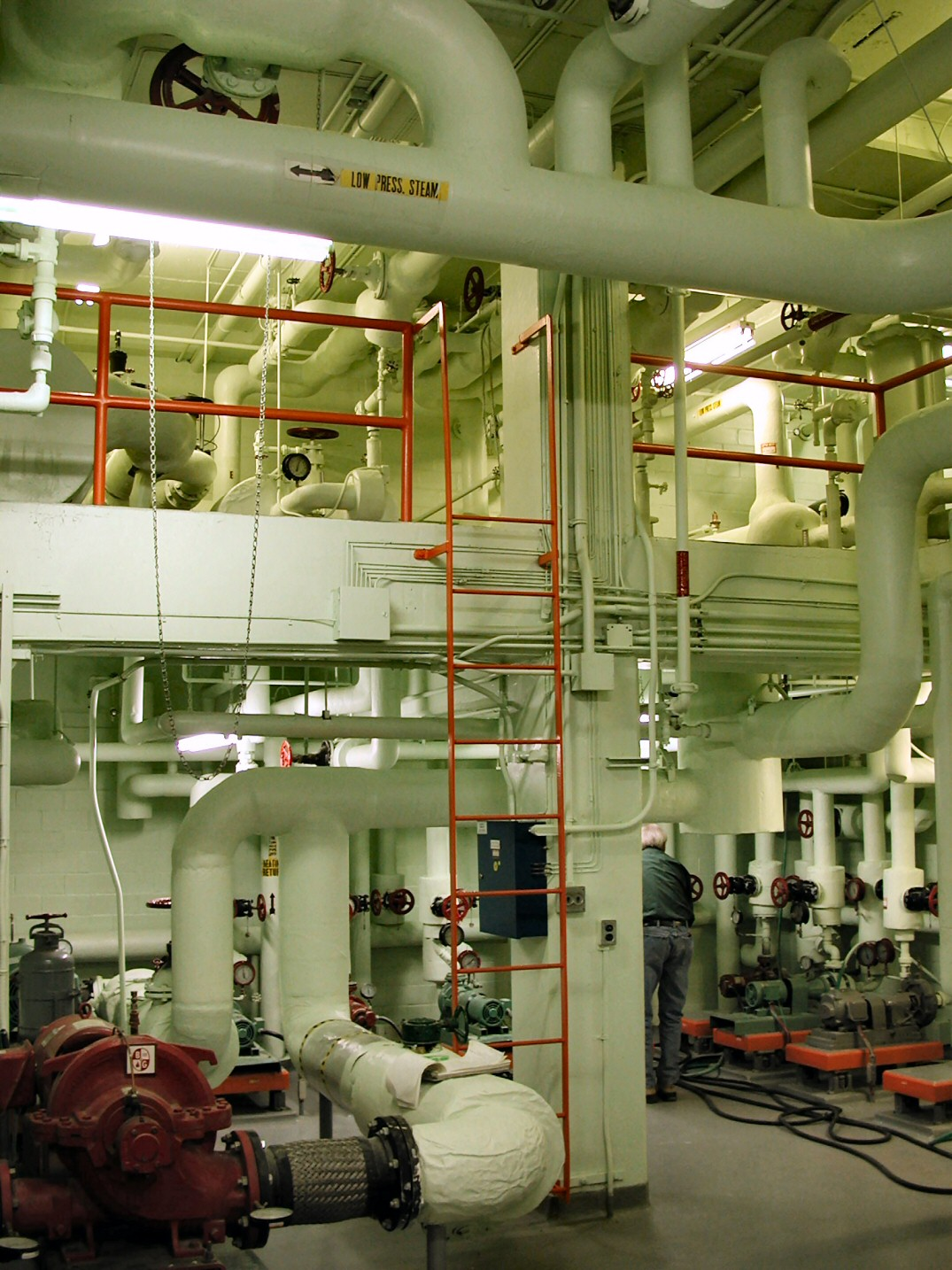
대형 건물에서의 기계실

기계실(機械室)은 건물에서 사용되는 각종 기계 장치 및 이와 관련된 전기 장비를 설치하거나 수도(물), 가스 등을 공급, 제어하는 방이며, 보일러 등 건물의 냉·난방 장치도 가동되기 때문에 보일러실을 겸하기도 한다. 일상적으로 이용하는 공간들과는 구분되는 특성이 있으며, 일반 가정 및 소형 건물에서는 다용도실이 대용으로 이용되기도 하지만 대형·고층 건물에서는 몇 개의 방 내지는 몇 개의 층을 차지하기도 하며 지상에 위치하기도 한다. 대부분의 건물의 기계실은 지하에 위치하고 있고, 외부인의 출입이 제한될 수 있다.

## 같이 보기
- 인터넷 데이터 센터
- 중앙 전화실
- 조종실